# Mitręga (struga)
Mitręga – struga, lewobrzeżny dopływ Czarnej Przemszy o długości 20,06 km i powierzchni zlewni 86,22 km².
Struga płynie w województwie śląskim. Jej źródło strugi znajduje się w Mitrędze. Przepływa przez Zbiornik Mitręga w Łazach (na Gzichowie); uchodzi do Czarnej Przemszy w Siewierzu.